# Justicia (virtud)

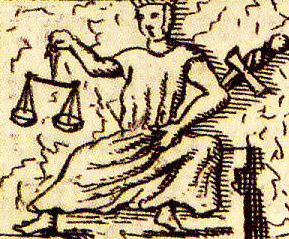
Ilustración de 1747 que reproduce el relieve de la virtud cardinal de la Justicia en la tumba del papa Clemente II en la Catedral de Bamberg (Alemania).

En la doctrina cristiana, justicia es una de las virtudes cardinales, cuya práctica establece que se ha de dar al prójimo lo que es debido, con equidad respecto a los individuos y al bien común. La justicia de los hombres con Dios es denominada «virtud de la religión», correspondiendo a su debida adoración y culto, entendiéndose este deber como supremo acto de fe. Es una de las cuatro virtudes cardinales, que inclina a dar a cada uno lo que le corresponde o pertenece a Derecho, razón, equidad.
Conjunto de todas las virtudes, por el que es bueno quien las tiene.
Atributo de Dios por el cual ordena todas las cosas en número, peso o medida. 
Ordinariamente se entiende por la divina disposición con que castiga o premia, según merece cada uno.